# Liste der Naturdenkmale in Bockenheim an der Weinstraße
Die Liste der Naturdenkmale in Bockenheim an der Weinstraße nennt die im Gemeindegebiet von Bockenheim an der Weinstraße ausgewiesenen Naturdenkmale (Stand 4. März 2024).

## Naturdenkmale
| Nr.         | Bezeichnung           | Lage                                                                  | Beschreibung                                                                             | Bild                                    |
| ----------- | --------------------- | --------------------------------------------------------------------- | ---------------------------------------------------------------------------------------- | --------------------------------------- |
| ND-7332-172 | Kalk-Trockenrasen II  | südwestlich des Ortes auf dem Bockenheimer Berg; Flur Fahnenberg Lage | tertiärer Kalktrockenrasen mit Gehölzbeständen; flächenhaftes Naturdenkmal               | Direkt Bild zu diesem Denkmal hochladen |
| ND-7332-240 | Kalk-Trockenrasen I   | südwestlich des Ortes auf dem Bockenheimer Berg Lage                  | tertiärer Kalktrockenrasen mit Gehölzbeständen; flächenhaftes Naturdenkmal               | Direkt Bild zu diesem Denkmal hochladen |
| ND-7332-241 | Kalk-Trockenrasen III | südwestlich des Ortes auf dem Bockenheimer Berg Lage                  | tertiärer Kalktrockenrasen mit Gehölzbeständen; flächenhaftes Naturdenkmal               | Direkt Bild zu diesem Denkmal hochladen |
| ND-7332-243 | Die Klamm             | nördlich des Ortes am Kohlenberg Lage                                 | nacheiszeitliche Schmelzwasserrinne; flächenhaftes Naturdenkmal; teilweise zu Kindenheim | Direkt Bild zu diesem Denkmal hochladen |
| ND-7332-503 | Katzenstein           | westlich des Ortes auf dem Bockenheimer Berg Lage                     | auch Götzenstein; freistehender Kalksteinfelsen, angeblich „altheidnischer Opferstein“   | Fotos hochladen                         |
| ND-7332-504 | Alter Friedhof        | Kleinbockenheim, Schloßweg, bei Nr. 10 Lage                           | flächenhaftes Naturdenkmal                                                               | Direkt Bild zu diesem Denkmal hochladen |
| ND-7332-507 | Bockenheimer Berg     | südwestlich des Ortes auf dem Bockenheimer Berg Lage                  | Trockenrasenflächen mit Gehölzbeständen; flächenhaftes Naturdenkmal, drei Teilflächen    | Direkt Bild zu diesem Denkmal hochladen |

## Ehemalige Naturdenkmale
| Nr.         | Bezeichnung    | Lage                                         | Beschreibung                                     | Bild                                    |
| ----------- | -------------- | -------------------------------------------- | ------------------------------------------------ | --------------------------------------- |
| ND-7332-505 | Schlageterhain | Kleinbockenheim, am nördlichen Ortsrand Lage | Parkanlage; flächenhaftes Naturdenkmal           | Direkt Bild zu diesem Denkmal hochladen |
| ND-7332-506 | Der Steggraben | Kleinbockenheim, am nördlichen Ortsrand Lage | alter Festungsgraben; flächenhaftes Naturdenkmal | Direkt Bild zu diesem Denkmal hochladen |